# ألف بينيت
ألف بينيت (بالإنجليزية: Alf Bennett)‏ (13 نوفمبر 1898 في المملكة المتحدة - ) هو لاعب كرة قدم بريطاني (وحمل سابقاً جنسية المملكة المتحدة لبريطانيا العظمى وأيرلندا) في مركز حراسة المرمى. لعب مع بورت فايل ونوتينغهام فورست.